# Paavo Cajander

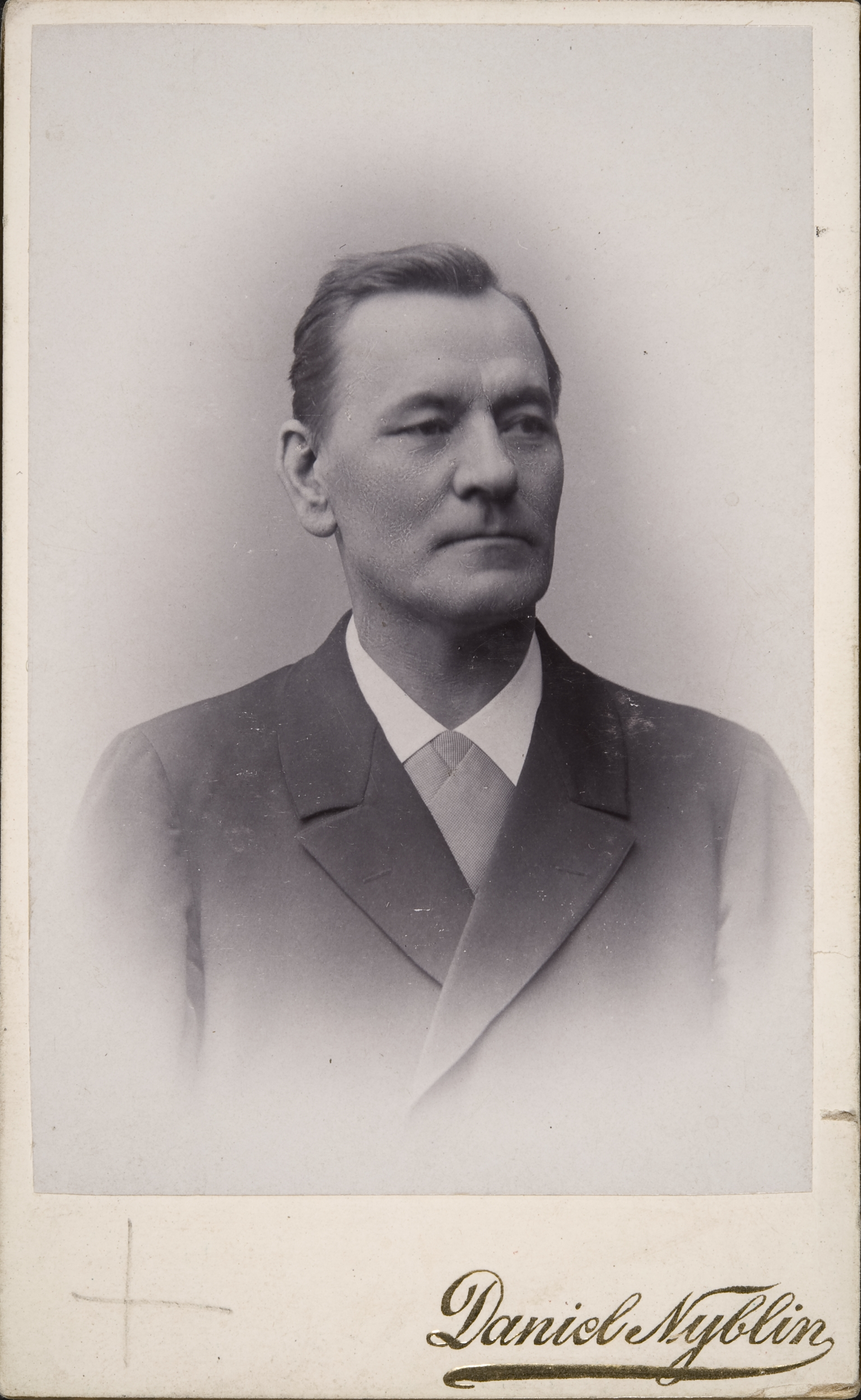
Paavo Cajander

Paavo Eemil Cajander (24 december 1849 - 14 juni 1913) was een Fins dichter en vertaler. Daarnaast was hij als docent Fins verbonden aan de Universiteit van Helsinki.
Cajander is de schrijver van de tekst van het Finse volkslied. In 1889 vertaalde hij het Zweedse 'Vårt Land' in het Fins. Zo werd het Finse volkslied geboren, genaamd 'Maamme' oftewel 'Ons Land'.
Cajander is verder vooral bekend geworden als de eerste die de toneelstukken van Shakespeare in het Fins vertaalde. Daarmee had hij veel invloed op het taalgebruik van de dichters van zijn tijd.
Enkele gedichten van Cajander zijn op muziek gezet door Jean Sibelius, die eveneens afkomstig was uit Hämeenlinna. Cajander schreef de teksten van Sibelius' cantate Vaupatettu Kuningatar (De bevrijde koningin), van het koorwerk Isänmaalle (Aan het vaderland) en van de Kroningscantate uit 1896, een gelegenheidswerk voor de nieuwe tsaar, Nicolaas II.
- Bibliothèque nationale de France: cb13310914g (data)
- Gemeinsame Normdatei: 173652891
- International Standard Name Identifier: 0000 0001 2280 4948
- Library of Congress Control Number: n2005027850
- MusicBrainz: 2742773d-d035-4595-96cb-674cb862f8e6
- Nederlandse Thesaurus van Auteursnamen: 182238768
- LIBRIS: 258135
- Système universitaire de documentation: 080070612
- Virtual International Authority File: 57793738
- WorldCat: E39PBJkTdkmHwMbqJPPRpx3WjC